# Sidi M'Hamed Ben Ali
Sidi M'Hamed Ben Ali (în arabă سيدي امحمد بن علي) este o comună din provincia Relizane, Algeria.
Populația comunei este de 20.096 de locuitori (2008).